# Glypta tobiasi
Glypta tobiasi là một loài tò vò trong họ Ichneumonidae.